# Coimbra (stacja kolejowa)
Coimbra (port: Estação Ferroviária de Coimbra, w użyciu także nazwy: Coimbra-A, Coimbra-Cidade) – stacja kolejowa w Coimbrze, w Portugalii. Została otwarta 18 października 1885 przez Companhia Real dos Caminhos de Ferro Portugueses.

## Historia
Pierwotnie planowano, że Linha da Beira Alta powinna rozpoczynać się na stacji Coimbra - B, znanej wówczas jako Coimbra; jednak ze względu na różne problemy techniczne, dekret z 23 marca 1878 stwierdził, że będzie się ona rozpoczynać w Pampilhosa. W celu zrekompensowania miastu Coimbra te straty, spółka odpowiedzialnej za budowę Linha da Beira Alta, Companhia dos Caminhos de Ferro Portugueses da Beira Alta, powinna zbudować najbliższą stację do centrum miasta i odpowiednio rozbudować sieć połączeń kolejowych. Jednak z powodu konfliktu tej spółki z państwem, postanowiono, że prac tych dokona Companhia Real dos Caminhos de Ferro Portugueses.
Stacja została otwarta w dniu 18 października 1885, aby służyć jako Terminal dla Ramal de Coimbra.
W dniu 7 lutego 1903, projekt na rozbudowę tej stacji został opracowany, który został zatwierdzony dekretem z dnia 27 czerwca; plan ten został jednak zastąpiony nowym projektem z dnia 13 lipca, który został zatwierdzony przez rząd w dniu 31 Sierpnia. Zgodnie z nowym planem, było konieczne, aby udostępnić 254 metrów kwadratowych nowej powierzchni, podczas gdy projekt pierwotny potrzebował tylko 162 metry. Przedsięwzięcie wywołało jednak protesty w Coimbrze, ponieważ uważano, że rozbudowa byłaby szkodliwa dla projektów istniejących już w mieście.
Pierwszy odcinek Caminho de Ferro de Coimbra a Arganil, między tym miastem i Lousã, otwarto 16 grudnia 1906.

## Linie kolejowe
- Ramal da Lousã